# دييغو سوزا (لاعب كرة قدم)
دييغو سوزا (16 يناير 1993 في البرازيل - ) هو لاعب كرة قدم برازيلي في مركز الوسط. شارك مع منتخب البرازيل تحت 20 سنة لكرة القدم. أما مع النوادي، فقد لعب مع باوليستا وجمعية بورتوغيزا الرياضية ونادي بالميراس وUnião Agrícola Barbarense Futebol Clube ‏ وOeste Futebol Clube ‏.

## وصلات خارجية
- دييغو سوزا (لاعب كرة قدم) على موقع قاعدة بيانات كرة القدم.إي يو (الإنجليزية)
- دييغو سوزا (لاعب كرة قدم) على موقع Soccerway.com (الإنجليزية)